# Berghausener und Lingenfelder Altrhein mit Insel Flotzgrün
Berghausener und Lingenfelder Altrhein mit Insel Flotzgrün este o arie protejată (arie de protecție specială avifaunistică — SPA) din Germania întinsă pe o suprafață de 1.805 ha, integral pe uscat.

## Localizare
Centrul sitului Berghausener und Lingenfelder Altrhein mit Insel Flotzgrün este situat la coordonatele 49°16′15″N 8°25′09″E / 49.2708°N 8.4192°E.

## Înființare
Situl Berghausener und Lingenfelder Altrhein mit Insel Flotzgrün a fost declarat arie de protecție specială avifaunistică în ianuarie 2004 pentru a proteja 43 de specii de animale.

## Biodiversitate
Situată în ecoregiunea continentală, aria protejată nu include niciun habitat protejat.
La baza desemnării sitului se află mai multe specii protejate de  păsări (43): lăcar mare (Acrocephalus arundinaceus), lăcar-de-rogoz (Acrocephalus schoenobaenus), fluierar de munte (Actitis hypoleucos), pescăruș albastru (Alcedo atthis), rață mică (Anas crecca crecca), rață fluierătoare (Anas penelope), gâscă cenușie (Anser anser), Ardea cinerea cinerea, Ardea purpurea purpurea, rață-cu-cap-castaniu (Aythya ferina), rața moțată (Aythya fuligula), Bucephala clangula, chirighiță neagră (Chlidonias niger), barză neagră (Ciconia nigra), erete de stuf (Circus aeruginosus), erete vânăt (Circus cyaneus), cristeiul de câmp (Crex crex), ciocănitoarea de stejar (Dendrocopos medius), ciocănitoare neagră (Dryocopus martius), egretă albă (Egretta alba), egretă mică (Egretta garzetta), șoimul rândunelelor (Falco subbuteo), becațină comună (Gallinago gallinago), codalb (Haliaeetus albicilla), frunzăriță galbenă (Hippolais icterina), capîntortură (Jynx torquilla), sfrâncioc roșiatic (Lanius collurio), pescăruș râzător (Larus ridibundus), Limosa limosa limosa, Luscinia svecica cyanecula, gaia neagră (Milvus migrans), codobatura galbenă (Motacilla flava), rață cu ciuf (Netta rufina), vultur pescar (Pandion haliaetus), viespar (Pernis apivorus), cormoran mare (Phalacrocorax carbo carbo), bătăuș (Philomachus pugnax), ciocănitoare verzuie (Picus canus), Rallus aquaticus aquaticus, pițigoi-pungar (Remiz pendulinus), fluierar de mlaștină (Tringa glareola), fluierarul de zăvoi (Tringa ochropus), nagâț (Vanellus vanellus).